# Два фортепиано
«Два фортепиано» (фр. Deux pianos) — будущая французская романтическая драма 2025 года режиссёра Арно Деплешана с Франсуа Сивилем в роли виртуозного французского пианиста, который возвращается из Азии, чтобы пережить невозможную историю любви в своем родном городе Лионе. В актёрский состав также вошли Надя Терешкевич, Шарлотта Рэмплинг и Ипполит Жирардо.
Премьера фильма во Франции запланирована на 15 октября 2025 года.

## Сюжет
Матиас, виртуозный французский пианист, много лет прожив в Азии возвращается в родной Лион, чтобы пережить невозможную историю любви.

## В ролях
- Франсуа Сивиль — Матиас
- Надя Терешкевич
- Шарлотта Рэмплинг
- Ипполит Жирардо

## Производство
30 сентября 2024 года компания Arte France Cinéma объявила о совместном производстве с Why Not Productions нового фильма режиссёра Арно Деплешена «Роман» (Une affaire), в котором главную роль сыграет Франсуа Сивиль, виртуозный пианист, переживающий невозможную историю любви, а также Надя Терешкевич, Шарлотта Рэмплинг и Ипполит Жирардо.
6 июня 2025 года стало известно, что фильм получил новое название — «Deux pianos».
Основные съёмки начались в Лионе, 18 октября 2024 года. Места съёмок включали железнодорожный вокзал Парильи и улицы Вьё Лиона. Съёмки завершились в декабре 2024 года.
Первоначально фильм планировалось выпустить в прокат в 2026 году. 6 июня 2025 года стало известно, что премьера фильма во Франции запланирована на 15 октября 2025 года компанией Le Pacte.